# Római falazattípusok
Az ókori római építészet által alkalmazott fő falazattípusok:
| Név                 | Leírás | Ábra                |  |
| Építőipari eszközök | Építőipari eszközök | Építőipari eszközök |  |
| ------------------- | --- | ------------------- |  |
| Opus africanum      | a karthágói építészetben használt kváderkőfalazat egyik formája |                     |  |
| Opus caementicium   | Falazat habarcsból (mész és vulkáni kőzet keveréke), kődarabokból és cementhez hasonló elemekből. A modern megfelelőjéhez hasonlóan a római beton is egy adalékanyaghoz hozzáadott hidraulikusan kötő anyagon alapult. |                     |  |
| Opus incertum       | Különböző nagyságú és alakú, durván nagyolt terméskövekből épített és habarccsal kötött falazat |                     |  |
| Opus gallicum       | Gerendasorokkal megszakított kváderköves fal; |                     |  |
| Opus figuratum      | Geometrikus minta szerint rakott téglafal |                     |  |
| Opus reticulatum    | Hálószerű mintát alkotó, kövekből álló falazat |                     |  |
| Opus quadratum      | Kváderkövekből álló falazat; legtöbbször habarcs nélkül rakták fel. Vitruvius ismerteti a technikát.. |                     |  |
| Opus spicatum       | Halszálka vagy búzakalász alakban rakott falazat. |                     |  |

## Ajánlott források
- A Burgendaten adatbank forrásjegyzéke Archiválva 2011. augusztus 11-i dátummal a Wayback Machine-ben (németül)